# Polydactylus persicus
Polydactylus persicus és una espècie de peix pertanyent a la família dels polinèmids.

## Descripció
- Pot arribar a fer 16 cm de llargària màxima.
- 9 espines i 12-13 radis tous a l'aleta dorsal i 3 espines i 12 radis tous a l'anal.
- 24 vèrtebres.
- 6 filaments pectorals (el superior s'estén molt més enllà de la punta posterior de l'aleta pectoral).
- Bufeta natatòria ben desenvolupada.
- Presenta un gran punt negre davant de la línia lateral.[5][6][7]

## Hàbitat
És un peix marí, demersal i de clima tropical (31°N-23°N, 47°E-57°E) que viu fins als 10 m de fondària als fons sorrencs i fangosos.

## Distribució geogràfica
Es troba al golf Pèrsic.

## Observacions
És inofensiu per als humans.